# Челиндбанк
ПАО «Челиндбанк» — российский частный региональный банк, созданный в 1990 году, входит в число крупнейших банков Уральского региона. Полное наименование — Акционерный коммерческий банк «Челиндбанк» (публичное акционерное общество).
По состоянию на октябрь 2021 года «Челиндбанк» занимает 88-е место по объёму активов и 83-е — по собственному капиталу среди российских банков. Банк имеет долгосрочные рейтинги «BB» от агентства Fitch Ratings  и «ruA» (прогноз — «стабильный») от «Эксперт РА» . Находится на 46 месте в рейтинге «100 надежных российских банков-2021».

## История
Банк был образован 10 сентября 1990 года, когда собрание пайщиков коммерческого Индустриального банка Челябинской области приняло решение о создании нового банка. 16 октября этого же года банк был зарегистрирован в Государственном банке Российской Федерации под номером 485. Банк начал работу 2 января 1991 года, при этом название «Челиндбанк» появилось только 31 октября 1991 года. Банк унаследовал филиальную сеть челябинского областного управления Промстройбанка СССР, включавшую около 30 отделений. В 1992 году банк был преобразован в открытое акционерное общество, были выпущены и распространены акции на сумму 200 млн рублей. В течение 1992 года банком была проведена открытая подписка на акции второго выпуска, в связи с чем уставный капитал увеличен до 700 млн рублей, также была изменена структура акционеров. По состоянию на 1 января 1993 года около 80 % акций банка принадлежало физическим лицам. В 1996 году в банке был принят новый устав, а в 2002 году, после выпуска изменений к уставу, название банка изменилось на текущее.
В 2009 году с активами 23,6 млрд рублей входил в сотню крупнейших банков России, занимая 97 место.
С 1990 года и до самой кончины в декабре 2020 года «Челиндбанк» возглавлял Михаил Иванович Братишкин. 
15 января 2021 года внеочередным общим собранием акционеров ПАО «Челиндбанк» генеральным директором банка избран Сергей Викторович Байль.

## Собственники и руководство
По состоянию на 1 января 1993 года 80 % акций принадлежало физическим лицам. Состав ключевых собственников банка стабилен в течение более чем 10 лет и представлен топ-менеджерами, ни одному из которых не принадлежит более 15 % акций банка. На 30 сентября 2021 года основными владельцами являются: Станислав Андрющенко (9,87 %), Марина Власенко (9,34 %), Вера Клепикова (10,02 %), Татьяна Косовская (3,82 %), Зоя Кошалко (9,67 %), Любовь Литвиненко (11,25 %). Среди акционеров банка фигурирует и «Челябинская индустриальная лизинговая компания» (4,06 %).
Генеральный директор ПАО «Челиндбанк»: Сергей Викторович Байль. 
Совет директоров (в алфавитном порядке, по состоянию на 12.11.2021): Абрамова Наталья, Артемова Ольга, Байль Сергей, Данилов Илья, Клепикова Вера, Косовская Татьяна, Кошалко Зоя, Литвиненко Любовь, Мельникова Елена, Тарасов Андрей, Чернявских Игорь, Чабан Ярослав (председатель совета директоров). 
Правление: Сергей Байль (председатель), Станислав Андрющенко, Наталья Абрамова, Марина Власенко, Игорь Прутян, Дмитрий Шишов.

## Деятельность
Деятельность банка сосредоточена в Челябинской области и ориентирована на комплексное обслуживание корпоративных клиентов из числа промышленных предприятий, компаний малого и среднего бизнеса, а также физических лиц. Головной офис ПАО «Челиндбанк» находится в Челябинске. Банк включает 47 структурных подразделений в 26 городах Челябинской области и Екатеринбурге.
Среди региональных банков Челябинской области «Челиндбанк» занимает первые позиции по кредитным вложениям всего, по кредитам, предоставленным нефинансовым предприятиям, физическим лицам, индивидуальным предпринимателям, по вкладам и прочим привлеченным средствам физических лиц.
По состоянию на октябрь 2021 среди действующих российских банков Челиндбанк занимает:
- 55-е место по вкладам физических лиц;
- 62-е место по кредитам физическим лицам;
- 67-е по кредитам предприятиям и организациям;
- 71-е место по кредитному портфелю[23].

Банк реализует в регионе ряд целевых программ в сегменте малого и среднего бизнеса, также банку принадлежит группа крупных региональных лизинговых компаний. Совместно с ОАО «МСП Банк» и EBRD, входит в реестр уполномоченных банков Федеральной таможенной службы России и список банков-поручителей по кредитам Банка России.
В структуре прибыли банка преобладают процентные и комиссионные доходы. По данным за 3 квартал 2021 года, активы банка составляют 57 740 млн рублей, собственный капитал — 9 843 млн рублей, а чистая прибыль — 880 млн рублей.
По итогам 2013 года объём прибыли компании вырос на 55,29 млн рублей и составил 622,53 млн рублей. По итогам IV квартала 2013 года рентабельность собственного капитала банка составила 9,88 %, рентабельность активов банка за тот же период равнялась 1,72 %, что превышает значение среднего аналогичного показателя 30 крупнейших банков России. За тот же период отмечен рост уровня капитализации банка до 20,01 % в силу увеличения собственного капитала при одновременном сокращении объёма активов банка. Объём просроченной ссудной задолженности банка на начало 2014 года составил 903,72 млн рублей, что составляет 3,78 % от общего кредитного портфеля. При этом на 17,87 млн рублей выросли резервы на возможные потери, составив 2 299,01 млн рублей или 9,62 % кредитного портфеля. Банковские резервы на возможные потери по ссудам покрывают текущую просроченную ссудную задолженность с коэффициентом 2,54. В целом кредитный портфель банка характеризуется меньшей долей просроченной ссудной задолженности относительно аналогичного среднего показателя 30 крупнейших банков России.

### Показатели деятельности
| Показатель (млн. руб.)         | 2006     | 2007      | 2008      | 2009      | 2010      | 2011      | 2012      | 2013      | 2014      | 2015      | 2016      | 2017      | 2018      | 2019      |
| ------------------------------ | -------- | --------- | --------- | --------- | --------- | --------- | --------- | --------- | --------- | --------- | --------- | --------- | --------- | --------- |
| Активы                         | 16 587,6 | ▲19 388,4 | ▲21 531,2 | ▲23 292,9 | ▲27 749,9 | ▲29 005,9 | ▲31 615,7 | ▲34 325,5 | ▲37 199,4 | ▲40 275,3 | ▲43 872,3 | ▲47 675,7 | ▲49 903,2 | ▲54 147,6 |
| Собственный капитал            | 2 668,9  | ▲3 088,8  | ▲3 468,4  | ▲4 946,4  | ▲5 264,5  | ▲5 696,8  | ▲6 092,2  | ▲6 586,7  | ▲6 861,1  | ▲7 237,3  | ▲7 823,7  | ▲8 412,2  | ▲8 785,9  | ▲9 307,9  |
| Нераспределенная прибыль       | 305,7    | ▲322,9    | ▲446,9    | ▼50,3     | ▲351,4    | ▲561      | ▼545,6    | ▲622,5    | ▲923,8    | ▼584,6    | ▲792,1    | ▲997,1    | ▼883,1    | ▲1 079,2  |
| Средства частных лиц           | н/д      | н/д       | н/д       | 12 618,3  | ▲15 487   | ▲16 994,9 | ▲18 796,8 | ▲20 161,5 | ▲21 228   | ▲24 596,4 | ▲27 335,9 | ▲28 479,7 | ▲29 971,6 | ▲32 432,5 |
| Депозиты частных лиц           | 7 643,9  | ▲9 652,5  | ▲8 586,9  | ▲10 864,8 | ▲13 367,4 | ▲14 542,2 | ▲16 165,6 | ▲17 649,4 | ▲19 055,9 | ▲22 325,1 | ▲24 853,4 | ▲25 852,6 | ▲27 302,7 | ▲29 817,7 |
| Расчетные счета физических лиц | н/д      | н/д       | н/д       | н/д       | 2 119,6   | ▲2 452,7  | ▲2 631,2  | ▼2 512,5  | ▼2 172,1  | ▲2 271,2  | ▲2 482,5  | ▲2 627    | ▲2 668,9  | ▼2 614,7  |
| Общие обязательства            | 13 918,7 | ▲16 299,6 | ▲18 062,8 | ▲18 346,5 | ▲22 485,4 | ▲23 309,1 | ▲25 523,5 | ▲27 738,8 | ▲30 338,3 | ▲33 038   | ▲36 048,5 | ▲39 263,4 | ▲41 117,2 | ▲45 053,9 |

## Санкции
23 февраля 2024 года банк включён в блокирующий санкционный список США за «деятельность в секторе финансовых услуг экономики России».